# LFF Supertaurė 2019
La 19ª edizione della LFF Supertaurė si è svolta il 24 febbraio 2019 all'ARVI Futbolo Arena di Marijampolė tra il Sūduva, vincitore della A Lyga 2018 e lo Žalgiris, vincitore della Coppa di Lituania 2018.
Il Sūduva si è aggiudicato il trofeo per la terza volta nella sua storia.

## Tabellino
| Arbitro: | Mažeika |

|                           |           |  |
| Topčagić 29’ Ricketts 52’ | Marcatori |  |